# Zemfira Meftahatdinova
Zemfira Meftahatdinova, née le 28 mai 1963 à Bakou, est une tireuse sportive azerbaïdjanaise.

## Carrière
Zemfira Meftahatdinova remporte la médaille d'or en skeet aux Jeux olympiques d'été de 2000 à Sydney, puis la médaille de bronze aux Jeux olympiques d'été de 2004 à Athènes. Aux Jeux olympiques d'été de 2008 à Pékin, elle termine à la quinzième place.